# Климовка (Башкортостан)
Климовка (баш. Климовка) — деревня в Мелеузовском районе Республики Башкортостан Российской Федерации. Входит в состав Зирганского сельсовета.

## География

### Географическое положение
Находится на левом берегу реки Белой рядом с устьем Тереклашки, примерно в километре от автодороги Р-240 "Уфа — Оренбург" и от железной дороги Уфа — Оренбург.
Расстояние до:
- районного центра (Мелеуз): 25 км,
- центра сельсовета (Зирган): 6 км,
- ближайшей ж/д станции (Зирган): 7 км.

## Население
| 2002 | 2009 | 2010 |
| ---- | ---- | ---- |
| 12   | ↗41  | ↘20  |